# Franz Hermann
Franz Hermann   (né en Saint-Empire et mort avant le 2 septembre 1328) est un pseudo-cardinal allemand du XIVe siècle créé par l'antipape de Pise Nicolas V.

## Biographie
Franz Hermann est abbé de Fulda et il accompagne  l'empereur Louis de Bavière à Rome.
L'antipape Nicolas V le crée cardinal lors du consistoire du 15 mai 1328.  Il est excommuniqué par Jean XXII . 